# Châu Thành, Vĩnh Long
Châu Thành là xã thuộc tỉnh Vĩnh Long, Việt Nam.
Trước ngày 16 tháng 6 năm 2025, Châu Thành là thị trấn huyện lỵ của huyện Châu Thành, tỉnh Trà Vinh.
Xã Châu Thành được thành lập ngày 16 tháng 6 năm 2025 theo Nghị quyết số 1687/NQ-UBTVQH15 của Ủy ban Thường vụ Quốc hội trên cơ sở sáp nhập toàn bộ diện tích tự nhiên, quy mô dân số của thị trấn Châu Thành (huyện Châu Thành, tỉnh Trà Vinh) và các xã Mỹ Chánh (huyện Châu Thành), Thanh Mỹ, Đa Lộc . Xã này chính thức hoạt động từ ngày 01 tháng 7 năm 2025.

## Địa lý
Xã Châu Thành có vị trí địa lý:
- Phía đông giáp xã Hưng Mỹ, Vinh Kim
- Phía tây giáp xã Song Lộc, Tập Ngãi
- Phía nam giáp các xã Nhị Trường, Tập Sơn và Hùng Hòa.
- Phía bắc giáp phường Trà Vinh.

Xã Châu Thành có diện tích 87,41 km², dân số năm 2025 là 50.560 người, mật độ dân số đạt 578 người/km².

## Hành chính
Thị trấn Châu Thành được chia thành 5 khóm: 1, 2, 3, 4, 5.

## Lịch sử
Ngày 29 tháng 8 năm 1994, Chính phủ ban hành Nghị định 99-CP về việc thành lập thị trấn Châu Thành trên cơ sở điều chỉnh một phần diện tích và dân số của xã Đa Lộc.
Ngày 15 tháng 10 năm 2019, Hội đồng Nhân dân tỉnh Trà Vinh ban hành Nghị quyết 157/NQ-HĐND về việc sáp nhập một phần khóm 2 vào khóm 5.
Ngày 16 tháng 6 năm 2025, Ủy ban Thường vụ Quốc hội ban hành Nghị quyết số 1687/NQ-UBTVQH15 về việc sắp xếp các đơn vị hành chính cấp xã của tỉnh Vĩnh Long năm 2025. Theo đó, sắp xếp toàn bộ diện tích tự nhiên, quy mô dân số của thị trấn Châu Thành và các xã Mỹ Chánh, Thanh Mỹ, Đa Lộc thành xã mới có tên gọi là xã Châu Thành.
Sau khi sáp nhập, xã Châu Thành có 87,41 km² diện tích tự nhiên và dân số 50.560 người.